# آلة حصاد الأشجار
آلة حصاد الأشجار أو حاصدة الأشجار هي نوع من الآلات الثقيلة التي تقوم بتقطيع الشجرة من جذورها، وتزيل الفروع، وتحولها إلى أطوال يتم تحديدها مسبقاً. يعود تاريخها إلى 1973.